# Áxel Grijalva
Áxel Said Grijalva Soto (Ahome, Sinaloa, 26 de julio de 2000) es un futbolista Mexicano. Juega como defensa central o lateral derecho en el C. F. Monterrey de la Primera División de México.

## Trayectoria

### C. F. Monterrey
Debutó en la Copa MX el día martes 23 de octubre de 2018 en el empate a 3 goles entre el C. F. Pachuca y el C. F. Monterrey, encuentro que ganó el Monterrey 3-4 en penales. Cinco días después jugó su primer partido en Liga MX, enfrentando al Club Santos Laguna; dicho partido finalizaría con victoria 1-0 para los guerreros.

## Estadísticas

### Clubes
Actualizado al último partido jugado el 30 de abril de 2023.
| C. F. Monterrey · México                                                                     | 1.ª           | 2018-19       | 1  | 0 | 2 | 0 | ― | ― | 3  | 0 |
| C. F. Monterrey · México                                                                     | 1.ª           | 2019-20       | 0  | 0 | 3 | 0 | ― | ― | 3  | 0 |
| C. F. Monterrey · México                                                                     | 1.ª           | 2020-21       | 0  | 0 | ― | ― | 1 | 0 | 1  | 0 |
| C. F. Monterrey · México                                                                     | 1.ª           | 2021-22       | 1  | 0 | ― | ― | ― | ― | 1  | 0 |
| C. F. Monterrey · México                                                                     | 1.ª           | 2022-23       | 2  | 0 | ― | ― | ― | ― | 2  | 0 |
| C. F. Monterrey · México                                                                     | Total club    | Total club    | 4  | 0 | 5 | 0 | 1 | 0 | 10 | 0 |
| Raya2 · México                                                                               | 2.ª           | 2021-22       | 15 | 0 | ― | ― | ― | ― | 15 | 0 |
| Raya2 · México                                                                               | 2.ª           | 2022-23       | 12 | 0 | ― | ― | ― | ― | 12 | 0 |
| Raya2 · México                                                                               | Total club    | Total club    | 27 | 0 | 0 | 0 | 0 | 0 | 27 | 0 |
| Total carrera                                                                                | Total carrera | Total carrera | 31 | 0 | 5 | 0 | 1 | 0 | 37 | 0 |
| (1)Incluye datos de la Copa México. (2)Incluye datos de la Liga de Campeones de la Concacaf. |               |               |    |   |   |   |   |   |    |   |

## Palmarés

### Campeonatos nacionales
| Título         | Equipo          | Sede   | Año  |
| -------------- | --------------- | ------ | ---- |
| Concachampions | C. F. Monterrey | México | 2021 |